# Cụm Thị Tứ
Cụm Thị Tứ là một tập hợp các thực thể địa lý nằm ở phía nam của cụm Song Tử và phía bắc của cụm Loại Ta. Cụm này chỉ có một đảo san hô là Thị Tứ (Thitu Island, đứng thứ hai về diện tích tự nhiên trong quần đảo Trường Sa), còn lại đều là các rạn đá gồm có: đá Hoài Ân, đá Tri Lễ, đá Cái Vung (ba đá này tài liệu hàng hải quốc tế gọi chung là Sandy Cay), đá Vĩnh Hảo (Eastern Reef), đá Trâm Đức (Meijiu Reef), và đá Xu Bi (Subi Reef).
Đá Xu Bi là trường hợp cá biệt do tách biệt hẳn về phía tây nam so với tất cả các thực thể còn lại. Trừ đá Xu Bi thì đảo Thị Tứ và các rạn đá lân cận cùng nhau tạo thành cụm rạn Thị Tứ (tiếng Anh: Thitu Reefs; tiếng Trung: 中业群礁; Hán-Việt: Trung Nghiệp quần tiêu) theo tài liệu hàng hải quốc tế.

## Lịch sử

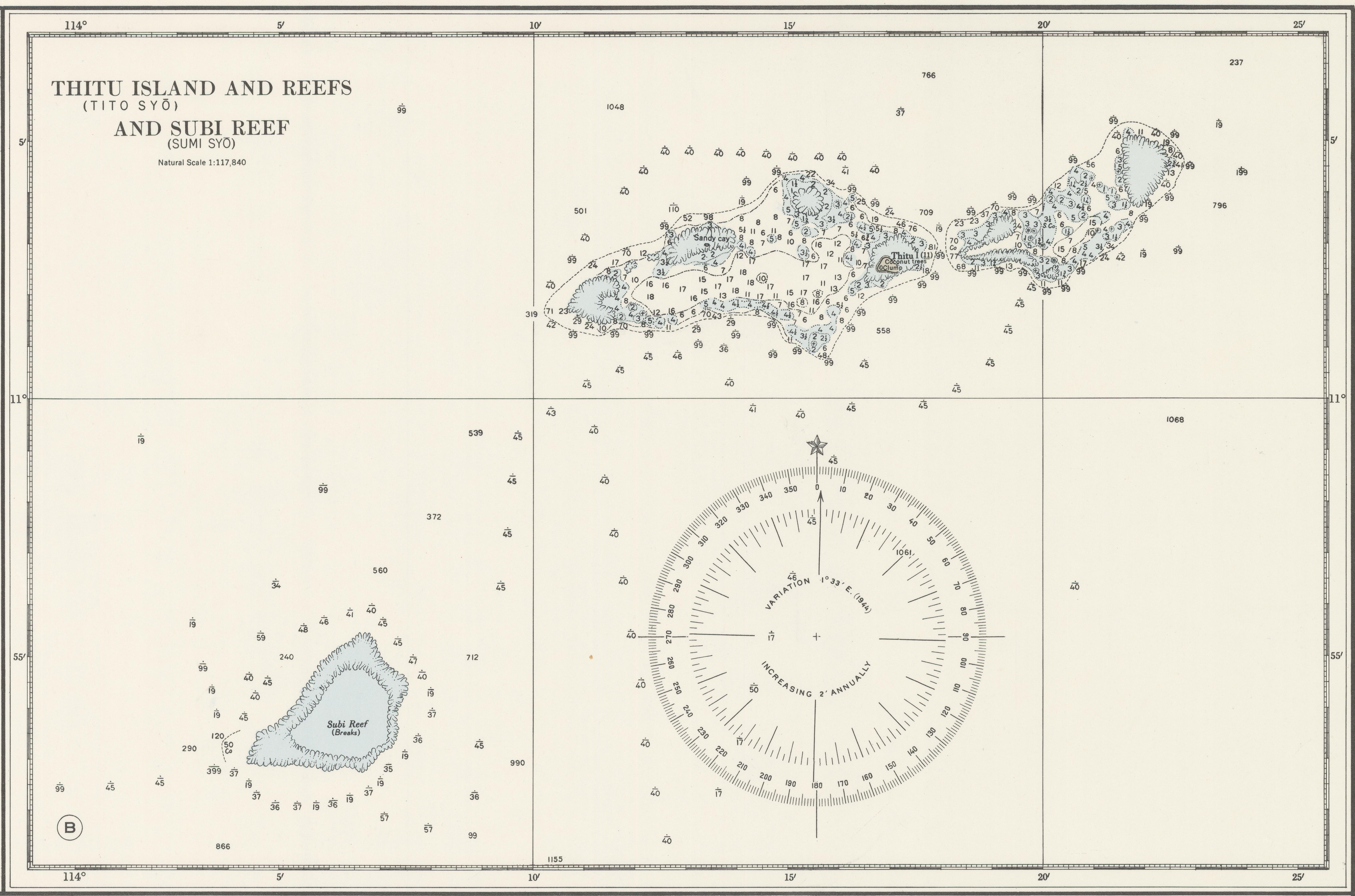
Bản đồ Cụm Thị Tứ (quần đảo Trường Sa), đo đạc và vẽ năm 1911

Ngày 21 tháng 12 năm 1933, thống đốc Nam Kỳ Jean-Félix Krautheimer ký Nghị định số 4702-CP sáp nhập một số đảo chính và các đảo phụ thuộc trong quần đảo Trường Sa vào địa phận tỉnh Bà Rịa, trong đó cụm Thị Tứ.
Đầu thập niên 1960, các tàu hải quân của Việt Nam Cộng hòa thường ghé thăm đảo Thị Tứ, cụ thể năm 1961 là tàu HQ-02 Vạn Kiếp và HQ-06 Vân Đồn còn năm 1963 là ba tàu gồm HQ-404 Hương Giang, HQ-01 Chi Lăng và HQ-09 Kì Hòa (dựng bia trên đảo Thị Tứ vào ngày 22 tháng 5).
Vào thời kỳ 1970-1971, Philippines cho quân bí mật chiếm đóng một số đảo thuộc Trường Sa, trong đó các đảo Thị Tứ.
Trung Quốc chiếm và kiểm soát đá Xu Bi từ năm 1988 đến nay.
Từ đầu năm 2015 đến tháng 7 năm 2016 Trung Quốc gia tăng ồ ạt các hoạt động cải tạo đá Xu Bi, và đã hoàn tất nhiều công trình tại đây trong đó đáng chú ý là một đường băng 3.250m x 55m, dài nhất trong các đường băng hiện có tại khu vực Biển Đông.
Ngày 5/3/2019, giới chức Philippines cho biết các tàu cá Trung Quốc ép ngư dân Philippines rời khỏi những bãi cạn nằm trong lãnh hải của đảo Thị Tứ.

## Hình ảnh
| Đá Cái Vung Đảo Thị Tứ Đá Trâm Đức Đá Vĩnh Hảo Đá Tri Lễ Đá Hoài Ân Đá Xu Bi Ảnh chụp vệ tinh Cụm Thị Tứ (nguồn: NASA). |